# María Celina (telenovela)
María Celina es una telenovela estadounidense producida por Fonovideo y transmitida por Univisión entre los años 1997 y 1998 en Miami. Fue protagonizada por Linda Lucía Callejas y Antonio Muñiz.

## Trama
Después de muchos obstáculos, María Del Pilar y Pedro Antonio logran consolidar su amor; los dos toman un vuelo con destino a Estados Unidos para cumplir el gran sueño de Pedro Antonio de triunfar como cantante. Sin embargo, el avión se estrella antes de llegar a su destino y no hay supervivientes. 
Treinta y cinco años después, en las calles de Miami, un ciego llamado Hernando Hurtado, viejo amigo de Pedro Antonio, recuerda a su amigo, mientras vende los casetes con su música, el único recuerdo vivo de ese entrañable período de su vida. A través de Hernando, que repentinamente adquiere la claridad mental para intuir un suceso extraordinario, descubrimos que dos jóvenes son en realidad las reencarnaciones de María Del Pilar y Pedro Antonio. 
Estos jóvenes son María Celina Quintero, una cantante muy popular, y de Luis Alejandro Saucedo, un joven cantante mexicano que llega a Miami para triunfar en la música. Por una desconocida voluntad superior, las almas de María Del Pilar y Pedro Antonio regresan a la vida con el propósito de completar su historia de amor, truncada el día de la tragedia. Debido a que estaba decretado que volvieran a unirse, nuestros dos protagonistas se encuentran nuevamente en esta vida, aunque en polos opuestos de la escala social. Ella rica y famosa; él, pobre y anónimo. 
A partir de allí, en cada encuentro que sostienen experimentan raras sensaciones, recuerdos de otra existencia, sentimientos confusos, un amor en ciernes del que no pueden explicar su procedencia. Como inquietante marco referencial de todo esto, hay una pesadilla recurrente que constantemente acosa a María Celina: el recuerdo inconsciente del accidente aéreo que le costó la vida a ella y a su amado. Tras reconocer en el rostro de Luis Alejandro al hombre de su pesadilla, comienza entre ambos un idilio predestinado que solo llegará a buen puerto después de grandes dificultades.

## Elenco
- Linda Lucía Callejas .... María Celina Quintero
- Antonio Muñiz .... Luis Alejandro Saucedo
- Griselda Noguera .... Caridad Saucedo
- Laura Términi .... Rocío Ferrante
- Zully Montero .... Isaura Quintero
- Orlando Fundichely ....Diego Alvarado
- Juan Troya .... Álvaro Quintero
- Denisse Novell .... Giovanna
- Norma Zúñiga .... Lola Frías
- Juan David Díaz .... Juan
- Lino Ferrer .... Padre Marín
- Marcela Cardona .... Inés Frías
- Hans Cristopher .... Alvin
- Mariana Rodríguez ....
- Humberto Rossenfeld .... Miguel Ángel
- Thelma Gutiérrez .... Doctora Ruiz
- Ileana Simancas .... Marcela Centellas
- Patricia Lauriet ....
- Osvaldo Calvo...... Hernando 'El Ciego' Hurtado

## Producción
- Historia original: Frank Bonilla
- Tema Musical: "María Celina"
- Intérprete: Linda Lucía Callejas
- Escenografía y ambientación: Raúl de la Nuez
- Música incidental: Alejandro Campos
- Diseño de vestuario:Lenia Fernández
- Dirección de fotografía : Eduardo Dávila
- Editor de video : Fabio W. Silva
- Coordinación general de producción: Igor Manrique
- Gerente administrativo : Alfredo Schwarz
- Coordinación general: Gema Lombardi
- Dirección de exteriores : Yaki Ortega
- Director de unidad de campo: Cacique Sotero
- Dirección General: José Antonio Ferrara
- Sonidista: Rafael Atencio

## Curiosidades
- Maria Celina fue la segunda telenovela producida por la empresa Fonovideo en Miami. al igual que Aguamarina se le auguró un buen éxito a ambas producciones pero sin embargo María celina paso casi al olvido sin pena ni gloria. Su trama lucía interesante, atractiva pero no tuvo el gran éxito esperado debido a esto ningún canal de televisión extranjero se vio interesado en adquirir los derechos de transmisión.

- En el año 2002 Univision adquirió los derechos de la telenovela a fonovideo y la transmite en las mañanas desde el 8 de julio de ese mismo año siendo un rotundo fracaso su transmisión, luego fue transmitida por Jorge Barón Televisión en Colombia a través del Canal Uno en el año 2004.

- Datos: Q5997264